# Fyter Fest 2020
Fyter Fest 2020 è stato un evento in pay-per-view di wrestling prodotto dalla All Elite Wrestling che ha avuto luogo in due serate, il 1º luglio e l'8 luglio 2020, al Daily's Place di Jacksonville (Florida).

## Storyline
A Double or Nothing, Brian Cage, nel suo match di debutto, ha vinto il Casino Ladder match, guadagnandosi un'opportunità titolata per l'AEW World Championship. Il match con Jon Moxley, che quella stessa sera ha difeso il suo titolo dall'assalto Brodie Lee, è stato annunciato per la seconda serata di Fyter Fest. Tuttavia, durante la prima setata dell'evento, è stato reso noto che questo incontro era stato rimandato e spostato allo special event Fight for the Fallen. Questa decisione era dovuta al fatto, che pochi giorni prima la moglie di Moxley, Renee Paquette, aveva dichiarato di essere risultata positiva al Covid-19.
Sempre a Double or Nothing Cody sconfisse Lance Archer, laureandosi primo detentore dell'AEW TNT Championship. Nelle settimane successive ha difeso il proprio titolo in una open challenge in vari incontri durante le puntate di AEW Dynamite e, proprio durante la sua difesa titolata contro Marq Quen, Jake Hager ha attaccato Cody, pretendendo una chance per il titolo a Fyter Fest.
Durante il pre-show di Double or Nothing Trent e Chuck Taylor hanno sconfitto i Private Party diventando così gli sfidanti per l'AEW World Tag Team Championship. Quindi il 27 maggio, durante Dynamite, è stato annunciato che i Best Friends avrebbero disputato il loro match titolato contro Kenny Omega e Adam Page durante la prima serata di Fyter Fest. Successivamente, per colmare il vuoto lasciato dall'annullamento dell'incontro tra Moxley e Cage, si è deciso di aggiungere un altro incontro con l'AEW World Tag Team Championship in palio, nella night 2. Tale match avrebbe visto affrontarsi Omega e Page e i vincitori del match tra Private Party e Santana e Ortiz della prima serata.
A Double or Nothing, Hikaru Shida sconfisse Nyla Rose in un No Disqualification match, diventando la nuova AEW Women's World Champion. In seguito, durante la puntata di Dynamite del 10 giugno, Shida ha fatto squadra con Kris Statlander in un tag team match contro Nyla Rose e Penelope Ford, a vincere furono queste ultime, con Shida che subì il pin decisivo da Penelope Ford. Di conseguenza per Fyter Fest è stato fissato un match con il titolo femminile in palio, proprio tra Hikaru Shida e Penelope Ford.

## Risultati

### Prima serata
| # | Incontro                                                                        | Stipulazione                                         | Durata |
| - | ------------------------------------------------------------------------------- | ---------------------------------------------------- | ------ |
| 1 | Jungle Boy e Luchasaurus (con Marko Stunt) ha sconfitto MJF e Wardlow           | Tag team match                                       | 14:25  |
| 2 | Hikaru Shida (c) ha sconfitto Penelope Ford (con Kip Sabian)                    | Single match per l'AEW Women's World Championship    | 12:00  |
| 3 | Cody Rhodes (c) (con Arn Anderson) ha sconfitto Jake Hager (con Catalina White) | Single match per l'AEW TNT Championship              | 14:12  |
| 4 | Isiah Kassidy e Marq Quen hanno sconfitto Santana & Ortiz                       | Tag team match                                       | 12:35  |
| 5 | Adam Page e Kenny Omega (c) hanno sconfitto Chuck Taylor e Trent                | Tag team match per l'AEW World Tag Team Championship | 15:38  |

### Seconda serata
| # | Incontro                                                                                   | Stipulazione                                         | Durata |
| - | ------------------------------------------------------------------------------------------ | ---------------------------------------------------- | ------ |
| 1 | Adam Page e Kenny Omega (c) hanno sconfitto Isiah Kassidy e Marq Quen                      | Tag team match per l'AEW World Tag Team Championship | 11:32  |
| 2 | Lance Archer (con Jake Roberts) ha sconfitto Joey Janela (con Sonny Kiss)                  | Single match                                         | 11:17  |
| 3 | The Butcher, The Blade e i Lucha Brothers hanno sconfitto FTR e The Young Bucks            | Eight-man tag team match                             | 16:27  |
| 4 | Nyla Rose ha sconfitto Kenzie Paige e Kilynn King                                          | Handicap match                                       | 02:10  |
| 5 | The Dark Order ha sconfitto i SoCal Uncensored                                             | Six-man tag team match                               | 11:27  |
| 6 | Chris Jericho (con Santana & Ortiz) ha sconfitto Orange Cassidy (con Chuck Taylor e Trent) | Single match                                         | 18:00  |